# Anambra
Anambra je jeden ze 36 států Nigérie. Leží na jihu země a jeho hlavním městem je Awka. Významným ekonomickým centrem státu je ale také nejlidnatější město ve státě zvané Onitsha. V roce 2022 ve státě žilo asi sedm milionů obyvatel. Dalším důležitým městem ve státě je Nnewi, centrum automobilového průmyslu v zemi. Na západě sousedí se státem Delta, na jihu se státy Imo a Rivers, na východě se státem Enugu a na severu se státem Kogi. 